# 光の森駅
光の森駅（ひかりのもりえき）は、熊本県熊本市北区武蔵ケ丘九丁目にある、九州旅客鉄道（JR九州）豊肥本線の駅である。熊本県からの請願駅。
駅は熊本市と菊池郡菊陽町のほぼ境に位置しており、敷地の一部が菊陽町に掛かっている。

## 歴史
- 2006年（平成18年）3月18日：豊肥本線三里木 - 武蔵塚間に新設開業。
- 2012年（平成24年）12月1日：交通系ICカードSUGOCA導入[3]
- 2023年（令和5年）10月1日：JR九州サービスサポートによる業務委託駅から[4]九州旅客鉄道本体による直営駅へと変更される[5]。
- 2024年（令和6年）1月30日：ゆめタウン光の森に直通する屋根付き歩道橋設置。
- 2025年（令和7年）3月15日：ダイヤ改正により豊肥線内の特急停車を取りやめて普通列車のみ停車、朝1本のみの当駅を始終着とする列車が肥後大津発着に変更になり消滅。

## 駅構造

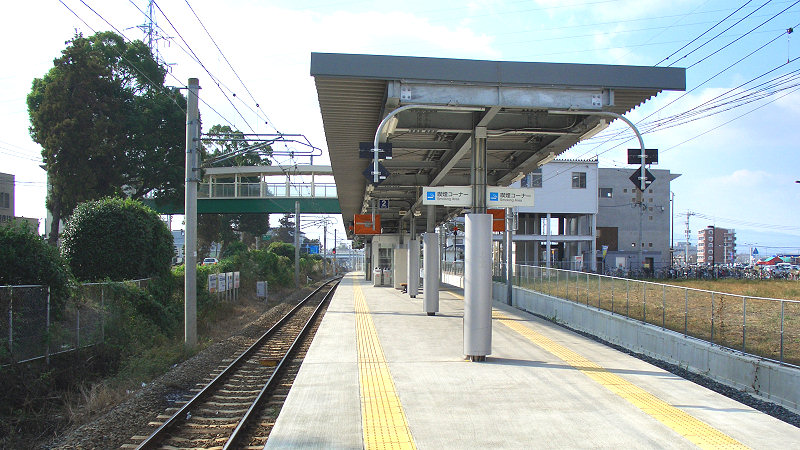
ホーム（2006年12月）

島式ホーム1面2線を有する地上駅。橋上駅舎にはエレベーターや多目的トイレも設置されている。
JR九州本体による直営駅であり、みどりの窓口が設置されている。2012年（平成24年）よりSUGOCAが利用可能となったが、当駅には普通の乗車券・定期券向けの自動改札機の設置は行われず、ICの読み取り機のみ設置している。
2024年1月、屋根付き歩道橋が設置された。駅の2階からゆめタウン、立体駐車場に接続している。

### のりば
2019年3月改正
| のりば | 路線      | 方向 | 行先               |
| ------ | --------- | ---- | ------------------ |
| 1      | ■豊肥本線 | 上り | 水前寺・熊本方面   |
| 2      | ■豊肥本線 | 下り | 肥後大津・阿蘇方面 |

## 利用状況
2023年度の1日平均乗車人員は2,499人である。熊本県の鉄道駅で5番目に多い。
各年度の乗車人員は下表の通り。
| 年度   | 1日平均 乗車人員 | 増加率 |
| ------ | ---------------- | ------ |
| 2016年 | 2,609            |        |
| 2017年 | 2,711            | 3.9%   |
| 2018年 | 2,708            | -0.1%  |
| 2019年 | 2,706            | -0.1%  |
| 2020年 | 2,018            | -25.4% |
| 2021年 | 2,156            | 6.8%   |
| 2022年 | 2,318            | 7.5%   |
| 2023年 | 2,499            | 7.8%   |

## 駅周辺

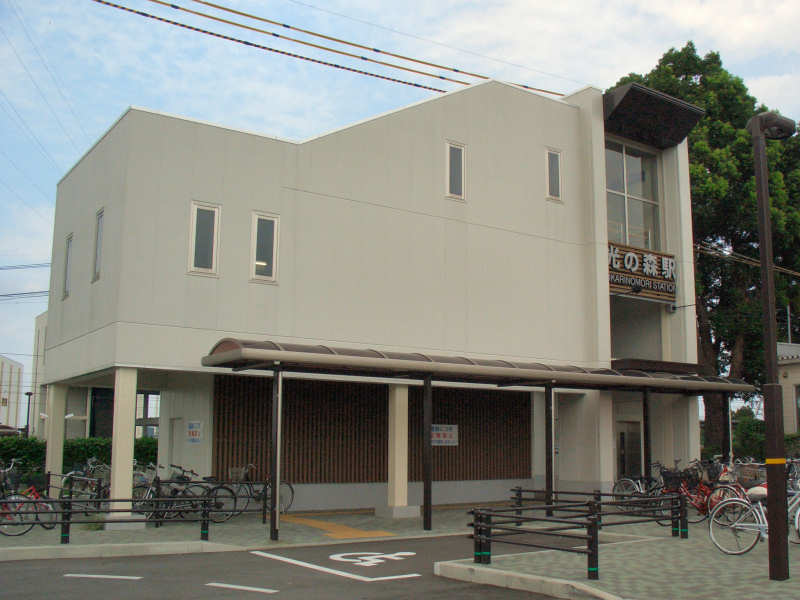
南口（2006年9月）

北口側は光の森として商業施設や飲食店があり住宅街が広がっている。南口側は住宅街が広がっている。
- 熊本北郵便局
- 九州産交バス光の森営業所
- 熊本市立弓削小学校
- 菊陽町立菊陽西小学校
- ゆめタウン光の森
- ベスト電器熊本光の森店
- ジョイフル菊陽店
- シャトレーゼ光の森店
- 国道57号菊陽バイパス
- 熊本県道337号熊本菊陽線

## バス路線
北口側に光の森駅バス停が、南口側に光の森駅南口バス停が設置されており、以下の路線バスが運行されている。
- この項目では「光の森駅」および「光の森駅南口」バス停留所の発着便を表記。なお、「桜町バスターミナル」は「桜町BT」に省略。

| 運行事業者                       | 運行系統                     | 行先 | 備考                                 |
| 光の森駅（駅北側ロータリー）     | 光の森駅（駅北側ロータリー） | 光の森駅（駅北側ロータリー）                                                                                               | 光の森駅（駅北側ロータリー）         |
| -------------------------------- | ---------------------------- | --- | ------------------------------------ |
| 電鉄バス                         | C5-2                         | 桜町BT（武蔵ヶ丘、新地団地、堀川、北熊本、三軒町経由）                                                                     | 本数少。                             |
| 電鉄バス                         | C9-2                         | 桜町BT、熊本駅前（沖畑団地、楠団地、北高入口、清水ヶ丘、三軒町経由）                                                       | 本数少、熊本駅前行は土休日のみ。     |
| 電鉄バス                         | C9-7                         | 桜町BT（沖畑団地、楠団地、北高入口、岩倉台、清水ヶ丘、三軒町経由）                                                         | 本数少、平日のみ。                   |
| 電鉄バス                         | E2-2                         | 桜町BT、熊本駅前（楠団地、二里木・竜田口駅前・子飼橋・水道町経由）                                                         | 熊本駅行は本数少。                   |
| 菊陽町巡回バス （キャロピー号）  | 中央循環線                   | 右回り（さんふれあ前、カリーノ菊陽、緑ヶ丘、菊陽町役場方面）左回り（東ヶ丘団地、カリーノ菊陽、津久礼ヶ丘、菊陽町役場方面） | 土曜日のみ運休。                     |
| 菊陽町巡回バス （キャロピー号）  | 西部線                       | 菊陽町役場（竹迫踏切、さんふれあ前、カリーノ菊陽、、津久礼ヶ丘経由）向陽台（キャロッピア、武蔵ヶ丘、花立経由）             | 月・水・金のみ運休。                 |
| 合志市 （レターバス）            | 南ルート線                   | アンビー熊本（杉並台、JT前、合志市役所<ヴィーブル>経由） 御代志（永江団地、黒石原、黒石駅入口、ユーパレス弁天経由）        |                                      |
| 合志市 （レターバス）            | 北ルート線                   | 辻久保（杉並台、アンビー熊本、合志小前、平島経由）                                                                         | 平日朝夕2便、土休日は夕方1便のみ     |
| 光の森駅南口（駅南側・旧57号線） |                              | |                                      |
| 熊本市内方面                     |                              | |                                      |
| 産交バス                         | E3-4・E3-5                   | 桜町BT（二里木・竜田口駅前・子飼橋・水道町経由）                                                                           |                                      |
| 三里木・大津方面                 |                              | |                                      |
| 産交バス                         | E3-4                         | 光の森産交 |                                      |
| 産交バス                         | E3-5                         | 大津産交（原水駅前、大津駅前、大津町運動公園入口経由）吹田団地（原水駅前、大津駅前、大津町運動公園入口、吹田団地入口経由） | 大津方面は午後からの運行（本数少）・ |

- 上記のほか駅北側のロータリーからJリーグ・ロアッソ熊本のホーム戦など「えがお健康スタジアム（熊本県民総合運動公園陸上競技場）」試合やイベント等で臨時のバスが発着する。

## 隣の駅
九州旅客鉄道（JR九州）
■豊肥本線
■普通
武蔵塚駅 - 光の森駅 - 三里木駅